# Scoutledare

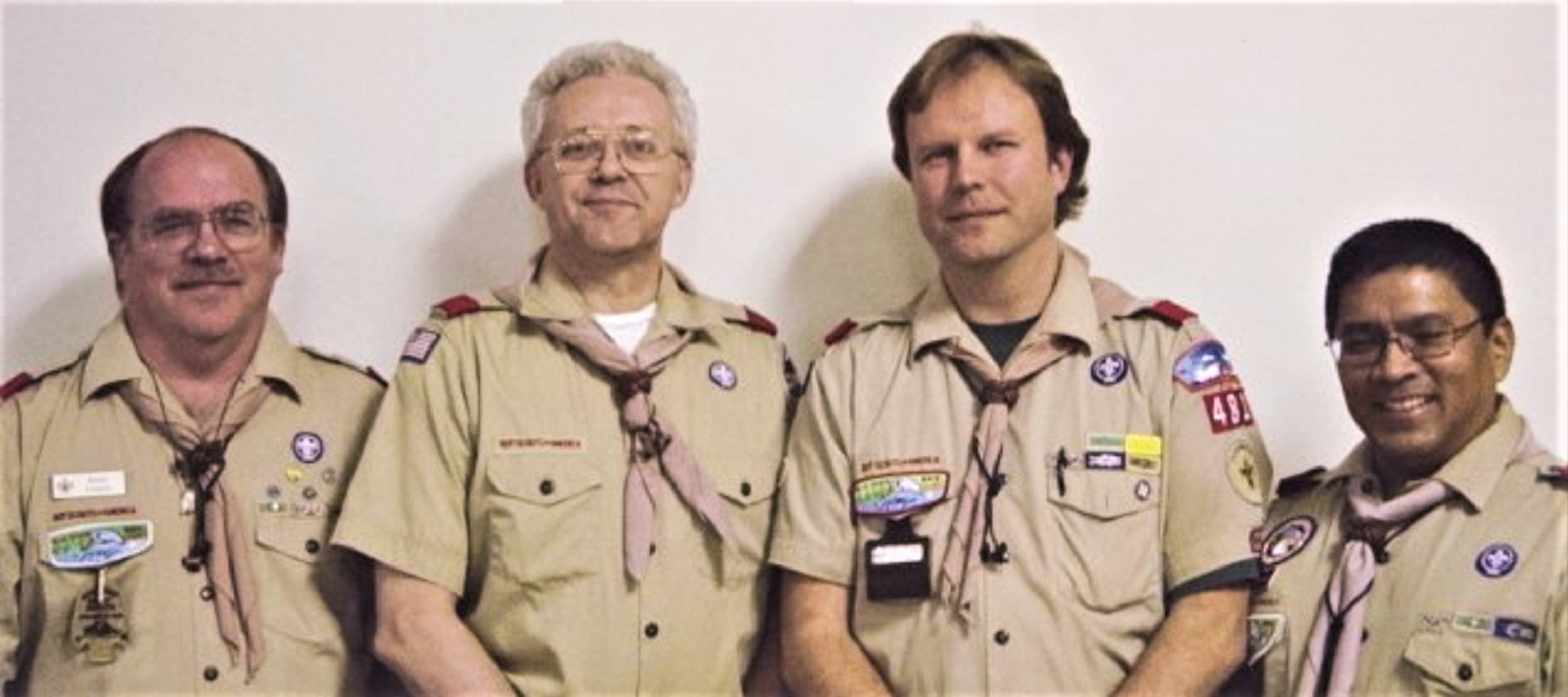
Fyra amerikanska scoutledare.

En scoutledare syftar vanligtvis på en utbildad vuxen ledare inom scoutrörelsen. Den terminologi som används för olika typer av ledare varierar från land till land och har även varierat med tiden. De benämningar som används är beroende på vilken typ av patrull som scoutledaren leder och verkar i. I Sverige är det även vanligt med scoutledare som inte genomgått någon utbildning och även yngre ledare i åldrarna 16-18 år som inte får ha något formellt ansvar men som ändå har ledarpositioner, dessa benämns inom vissa scoutförbund som ledarscouter även om de numera oftast saknar officiell status.

## Roller
Det finns många olika roller som en ledare kan fylla beroende på vilken typ av scoutpatrull det handlar om. Dessa roller är vanligtvis på frivillig basis och brukar internationellt delas in i scoutdräkts- och lekmannapositioner.
Dräktbärande scoutledare har oftast huvudansvaret för patrullen eller scoutkårens aktiviteter, samt utbildning av de unga medlemmarna genom diverse scoutprogram. Andra funktioner för den här typen av ledare är bland annat kommunikationen med föräldrar, scoutdistrikt, eller andra interna och externa grupper såsom kårens finansieringorgan.
Personer som arbetar som lekmän betraktas inte alltid som fullfjädrade scoutledare; även om de kan hjälpa till vid aktiviteter och utbildning så får de inte alltid inneha en formell position eftersom de inte genomgått någon utbildning. Förutom inom själva scoutverksamheten så kan lekmännen även ta ansvaret för administrativa uppdrag såsom budget, skötsel av lokaler, rekrytering, materialvård, transporter, och många andra praktiska kringuppdrag. 
Ledarens roll inom äldre patruller såsom Venture Scout, Seniorscout och Roverscout är oftast mer konsultativ eftersom en stor del av driften och aktivitetsplaneringen ligger i de äldre scouternas händer, medan yngre sektioner såsom nyingscout och bäverscout kräver att ledaren tar en mer central roll.
Över kårnivå finns ytterligare positioner för dräktbärande ledare (ofta kallade konsulenter) på nivåer såsom distrikt, kommun, län eller provins, beroende på den nationella organisationens struktur. Dessa arbetar även tillsammans med lekmannalag och andra anställda. Utbildningslag och relaterade funktioner finns oftast på de här nivåerna. Vissa länder utser även en chefsscout som har det yttersta ansvaret på riksnivå.

## Utbildning, kunskapsprov och tillsättning av ledare

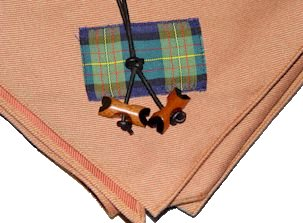
Wood Badge-insignierna

Scoutledare kan delta i ett flertal utbildningskurser i varierande svårighetsgrad, där Wood Badge (Treklöver-Gilwell i Sverige och i Finland) betraktas som den främsta kvalifikationen för en vuxen ledare inom scouting. I de flesta länder bär vanligtvis ledare som genomgått Wood Badge-utbildningen en Gilwellsölja, halsduk och Wood Badge-pärlorna.
Scoutledare måste invigas innan de anses som fullvärdiga ledare, inom vissa länder måste de även inneha ett tillstånd för detta. Innan man tillsätter ledare så genomför de flesta länder någon form av bakgrundsundersökning på sina kandidater för att försäkra sig om att de är lämpade för att arbeta med barn.

## Terminologi
Robert Baden-Powell använde sig ursprungligen av termen Scoutmaster och Cubmaster för vuxna ledare, och dessa termer används i olika varianter än idag i vissa länder och kårer. Eftersom ordet master eller mästare klingar lite gammaldags negativt så har det ersatts av termer som Scoutledare eller Scouter i de flesta länder, däribland Sverige, de flesta länder i Samväldet, med flera.

### USA
I Boy Scouts of America, i alla åldersgrupper över Cub Scout, det vill säga i alla patruller med barn i yngre och tidiga tonåren, innefattar ledarskap inom patrullen dels vuxna ledare (Scouters) samt unga ledare (Scouts). Detta är en väldigt viktig del av programmet inom Boy Scouts of America. För att kunna lära sig ledarskap måste scouten få öva på att inneha ledarskapspositioner.
En vanlig pojkscoutpatrull drivs därför av en äldre patrulledare som utses av patrullen, samt hans assistent(er), som antingen kan väljas eller utses. Dessa och andra unga ledare stöds och får råd av vuxna ledare.
Vuxna ledare

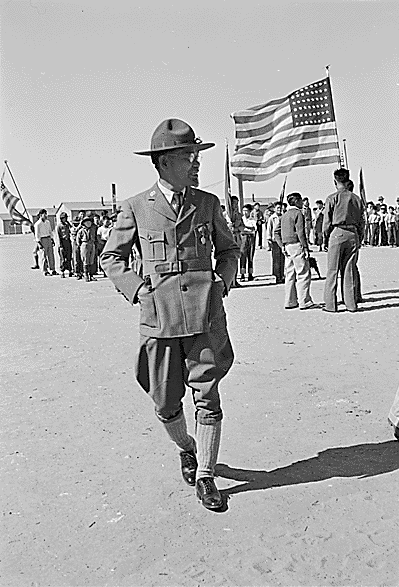
En amerikansk scoutledare under Boy Scout Memorial Day Parade 30 maj 1943

Bland de frivilliga som är involverade på patrullnivå, både när det gäller ledarskap och stöd (de som i USA kollektivt kallas Scouters), finns det Scoutmasters (samt Assistant Scoutmasters) och kommittémedlemmar. Båda positionerna kräver att man är registrerad i patrullen. Registreringsprocessen för vuxna ledare innebär krav på en personlig referens och undersökning av kriminellt förflutet, nominering av kommittéordföranden, följt av förordnande av Chartering Orgranization och slutligen godkännande av District Executive (en professionell Scouter som är anställd av det lokala scoutrådet). Notera att en Scouter dock kan vara registrerad medlem i mer än en patrull. 
Både Scoutmasters och kommittémedlemmar uppmanas att bära scoutdräkt vid specifika evenemang. 
Det finns ett träningskontinuum för på Scoutmasters och kommittémedlemmar. Träningskontinuumet består för ledare inom båda positionerna av "Skydd av ungdomar", "Snabbstart" och "Grundlägganden för nya ledare". Vid den här punkten delas de två kontinuumen. För att kunna bli "Utbildad" (och få bära Utbildadmärket på scoutskjortan) måste kommittémedlemmar genomgå en fjärde kurs, "Patrullkommitténs utmaning". För att Scoutmasters ska få bära Utbildadmärket måste de genomgå "Grunderna för en Scoutmaster" och "Introduktion till friluftsledarskap". Inom 12-18 månader efter att ha uppnått statusen "Utbildad" uppmanas både kommittémedlemmar och Scoutmasters att genomgå utbildningen "2000-talets Wood Badge".
Scoutmasters är ansvariga för att utveckla och leverera "programmet", eller den utbildning i ungt ledarskap om hur man driver scoutpatrullsaktiviteter. Kommittémedlemmarna är ansvariga för service och att se till att patrullen har de nödvändiga material och saker som gör att Scoutmasters helt kan fokusera på programmet.
Unga ledare
Inom patrullscouting finns det ett flertal unga ledarroller, däribland Junior Assistant Scoutmaster, Senior Patrol Leader, Assistant Senior Patrol Leader(s), Patrol Leaders, Assistant Patrol Leaders, Scribe, Quartermaster, Librarian, Chaplain Aide, Bugler, Historian, Den Chief, Troop Guide, Order of the Arrow Representative och Instructor.

### Storbritannien
I samväldet användes termen Scoutmaster ursprungligen men har idag ersatts med termen Scout Leader. Andra vuxna ledare i scoutpatrullerna kallas Assistant Cub Scout Leader, Explorer Scout Leader, Assistant Explorer Scout Leader och så vidare. Scoutkåren leds av Group Scout Leader (motsvarande kårchef). Då roverscouter existerade Rover Scout Leaders och Assistant Rover Scout Leaders. Kollektivt kallas alla ledare för Scouters.

### Australien
De termer som används i Australien är samma som i Storbritannien. I de självstyrande Roversektionerna så kan det även finnas så kallade Rover Advisors som är strax över åldersspannet för roverscouter, cirka 26 år. Dessa är, som namnet förtäljer, rådgivare i större utsträckning än ledare. En Crew Leader, en Roverscout som valts att leda patrullen är det sanna överhuvudet i patrullen. De yngre sektionerna leds av Scout Leaders och Assistant Scout Leaders. På distriktsnivå stöds dessa ledare av distriktsledare, sektionen och distriktskommissionären.

### Sverige
I Sverige benämns alla ledare över 18 år som scoutledare. Förutom dessa ledare finns det även kårordförande (inom Svenska Scoutförbundet) som har ansvar för den lokala scoutkåren. På distrikts-/regionsnivå finns de första nivåerna av anställd personal, såsom scoutkonsulenter. På riksnivå ser ledningen väldigt olika ut, SSF som endast bedriver scoutverksamhet har anställda som enbart arbetar med scouting, detsamma gäller NSF. SMU Scout delar till stor del personal med SMU och equmenia och på så vis sköts många av de ekonomiska och administrativa frågorna inte alltid av personer som enbart behandlar scoutfrågor.